# 蘭科夫自治市

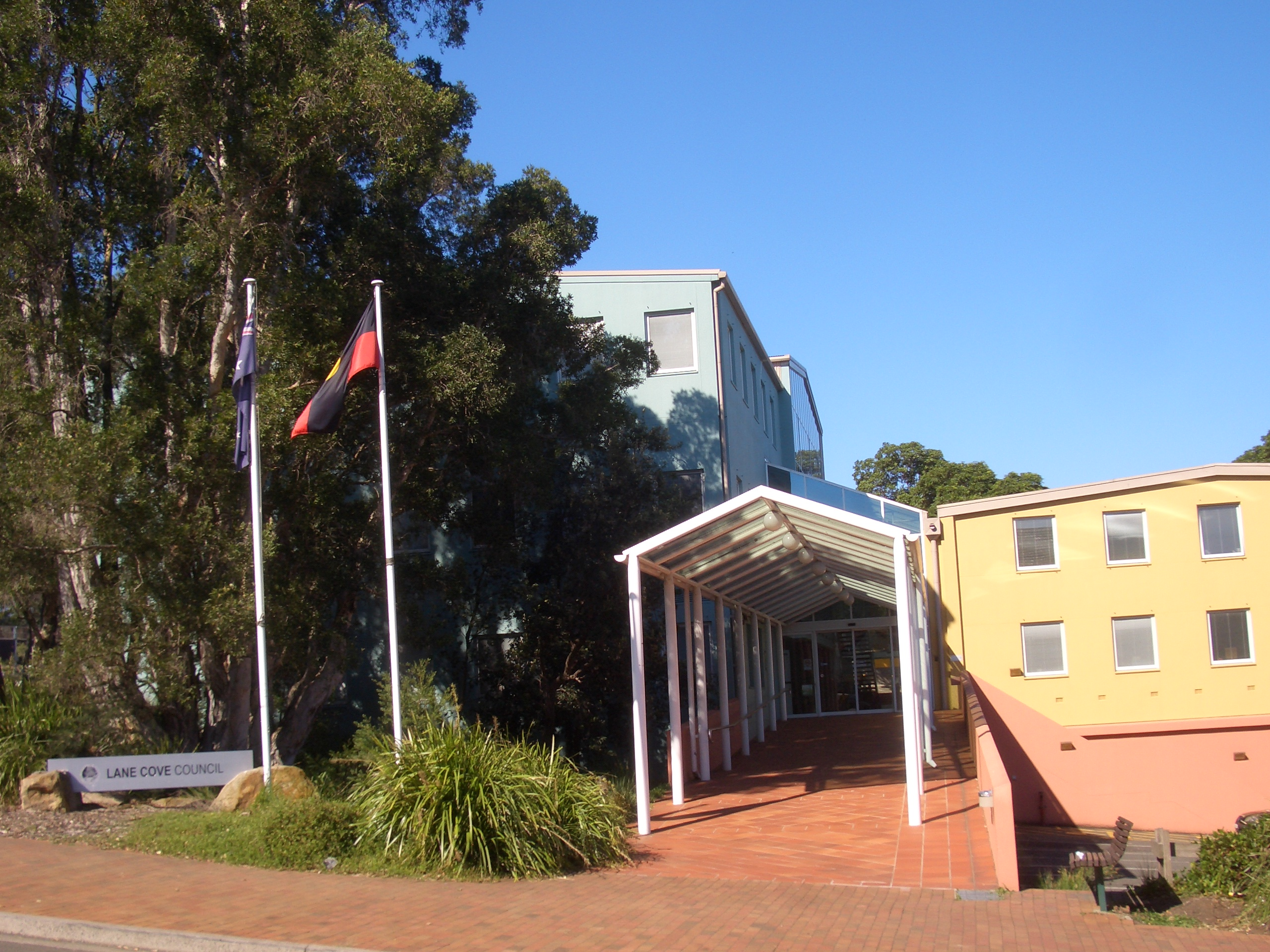
蘭科夫市政廳

蘭科夫自治市（英語：Lane Cove Council）是澳大利亞的一個地方政府，位於雪梨中央商業區西北10公里之處。

## 人文
澳大利亞統計局數據指出，兰科夫自治市：
至2006年6月30日有居民32,375人，是新南威尔士州人口第66大城；等於佔州內6,827,694人口的0.5%。

## 自治市议会
兰科夫自治市议会有议席9座，全市分3選區，各區選出議員3名代表市民和納稅人問政；市長非直選。

## 地方文人
- 妮可·基曼：曾居格林威治區
- 安東尼·大衛·基曼醫師：妮可·基曼之父
- Brett Whiteley：藝術家
- Lloyd Rees：藝術家

## 外部連結
- 蘭科夫自治市政府官方網站 （页面存档备份，存于）
- 中的“Lane Cove”
- 2001年人口調查 （页面存档备份，存于）

33°45′S 151°09′E / 33.750°S 151.150°E